# Entoloma croceum
Entoloma croceum är en svampart som beskrevs av E. Horak 1980. Entoloma croceum ingår i släktet Entoloma och familjen Entolomataceae.   Inga underarter finns listade i Catalogue of Life.